# Цифра
Цифра, нумерал или бројка је нумерички симбол (попут "2" или "5") који се користи у комбинацијама (као што је "25") за представљање бројева (као што је број 25) у позиционим нумеричким системима. Енглески назив речи, „дигит“, долази од чињенице да 10 прстију (антички Латински дигити значи прсти) руку кореспондирају са 10 симбола уобичајеног нумеричког система базе 10, тј. децималним (антички латински придев децем значи десет) цифрама.
У датом нумеричком систему, ако је база цео број, број неопходних цифара је увек једнак апсолутној вредности базе. На пример, децимални систем (базе 10) има десет цифара (0 до 9), док бинарни (базе 2) има две цифре (0 и 1). Бројни систем представља оквир у коме се, по одређеним правилима, бројеви представљају нумералима. Нумерал „11“ представља број, али он зависи од контекста у ком се користи. У бинарном систему то је број три, у декадном систему то је једанаест а у хексадецималном то је седамнаест.

## Преглед
У основном дигиталном систему, број је низ цифара, који може бити произвољне дужине. Свака позиција у низу има вредност места, и свака цифра има вредност. Вредност броја се израчунава множењем сваке цифре у низу са њеном вредношћу места и сабирањем резултата.

### Дигиталне вредности
Свака цифра у бројевном систему представља цео број. На пример, у децималном систему цифра „1” представља цео број један, а у хексадецималном систему, слово „A” представља број десет. Позициони бројевни систем има једну јединствену цифру за сваки цео број од нуле до, али не укључујући, базу бројевног система.
Дакле, у позицијском децималном систему, бројеви од 0 до 9 се могу изразити коришћењем одговарајућих бројева „0“ до „9“ на крајњој десној позицији „јединица“. Број 12 се може изразити бројем „2“ на позицији јединица, и бројем „1“ на позицији „десетице“, лево од „2“, док се број 312 може изразити са три броја: „3“ на позицији „стотине“, „1“ на позицији „десетице“ и „2“ на позицији „јединице“.

### Израчунавање вредности места
Децимални нумерички систем користи децимални сепаратор, обично тачку на енглеском говорном подручју, или зарез у другим европским језицима, да се означи „место јединица“, које има место вредности један. Свако узастопно место лево од овога има вредност места једнаку вредности места претходне цифре пута база. Слично томе, свако узастопно место десно од сепаратора има вредност места једнаку вредности места претходне цифре подељене са основом. На пример, у броју 10,34 (написаном у бази 10),
0 је одмах лево од сепаратора, тако да је на месту јединица или јединица, и назива се цифра јединица или јединична цифра;
1 лево од места јединица налази се на месту десетица и назива се десетична цифра;[
3 је десно од места јединица, тако да је на месту десетина, и назива се цифра десетине;
4 десно од места десетина је на месту стотина и назива се цифра стотина.
Укупна вредност броја је 1 десет, 0 јединица, 3 десетинке и 4 стотинке. Треба имати на уму да нула, која не даје никакву вредност броју, означава да је 1 на месту десетица, а не јединица.
Вредност места било које дате цифре у броју може бита дата једноставним прорачуном, што је само по себи допуна логици иза нумеричких система. Рачунање подразумева множење дате цифре са основом подигнутом на експонент n − 1, где n представља позицију цифре од сепаратора; вредност n је позитивна (+), али то је само ако је цифра лево од сепаратора. На десној страни, цифра се множи са основом подигнутом са негативно (−) n. На пример, у броју 10,34 (написаном у бази 10),
1 је други лево од сепаратора, тако да је на основу израчунавања његова вредност,
{\displaystyle n-1=2-1=1}
{\displaystyle 1\times 10^{1}=10}
4 је друго десно од сепаратора, тако да је на основу прорачуна његова вредност,
{\displaystyle n=-2}
{\displaystyle 4\times 10^{-2}={\frac {4}{100}}}

## Историја
| Европски (потиче од западноарапског)       | 0 | 1 | 2 | 3 | 4 | 5 | 6 | 7 | 8 | 9 |
| Арапско-индијски                           | ٠ | ١ | ٢ | ٣ | ٤ | ٥ | ٦ | ٧ | ٨ | ٩ |
| Источноарапско-индијски (персијски и урду) | ۰ | ۱ | ۲ | ۳ | ۴ | ۵ | ۶ | ۷ | ۸ | ۹ |
| Деванагари (хинди)                         | ० | १ | २ | ३ | ४ | ५ | ६ | ७ | ८ | ९ |
| Тамилски                                   |   | ௧ | ௨ | ௩ | ௪ | ௫ | ௬ | ௭ | ௮ | ௯ |

Први прави писани позициони нумерички систем сматра се да је хиндуско-арапски нумеричким системом. Овај систем је успостављен у 7. веку у Индији, али још није био у свом модерном облику, јер употреба цифре нула још није била широко прихваћена. Уместо нуле, понекад су цифре биле означене тачкама да би се указало на њихов значај, или је коришћен размак као чувар места. Прва широко призната употреба нуле била је 876. године. Оригинални бројеви су били веома слични модерним, чак и до глифова који се користе за представљање цифара.
До 13. века западни арапски бројеви су прихваћени у европским математичким круговима (Фибоначи их је користио у свом делу Liber Abaci). У општу употребу су почели да улазе у 15. веку. До краја 20. века практично сви некомпјутеризовани прорачуни у свету су рађени арапским бројевима, који су заменили изворне нумеричке системе у већини култура.

### Други историјски системи бројева који користе цифре
Тачна старост бројева Маја није јасна, али је могуће да је старија од хинду-арапског система. Систем је био вигесималан (база 20), тако да има двадесет цифара. Маје су користиле симбол шкољке да представљају нулу. Бројеви су исписивани окомито, а јединице су на дну. Маје нису имале еквивалент модерног децималног сепаратора, тако да њихов систем није могао да представља разломке.
Тајландски нумерички систем је идентичан хинду-арапском нумеричком систему осим симбола који се користе за представљање цифара. Употреба ових цифара је данас мање уобичајена на Тајланду него што је некада била, али се и даље користе уз арапске бројеве.
Штапићасти бројеви, писани облици бројевних штапова које су некада користили кинески и јапански математичари, представљају децимални позициони систем који може да представља не само нулу, већ и негативне бројеве. Суџи штапови за бројање претходили су хинду-арапском нумеричком систему. Суџу бројеви су варијанте штапићастих бројева.
| 0  | 1  | 2  | 3  | 4  | 5  | 6  | 7  | 8  | 9  |
| -- | -- | -- | -- | -- | -- | -- | -- | -- | -- |
|    |    |    |    |    |    |    |    |    |    |
| –0 | –1 | –2 | –3 | –4 | –5 | –6 | –7 | –8 | –9 |
|    |    |    |    |    |    |    |    |    |    |